# Niolo (formaggio)
Il Niolo (in corso U Niolu o Niulincu, in francese Le Niolo o Fromage de Niolo) è un formaggio francese della Corsica, prodotto esclusivamente nella zona del Niolo.
Questo formaggio, prodotto con latte di pecora, ha una crosta morbida e ha un peso medio di 400 grammi.
Dopo la stagionatura da 3 a 4 mesi in cantina umida, ha un odore forte.
Il periodo migliore per gustarlo va da aprile a settembre durante la transumanza.

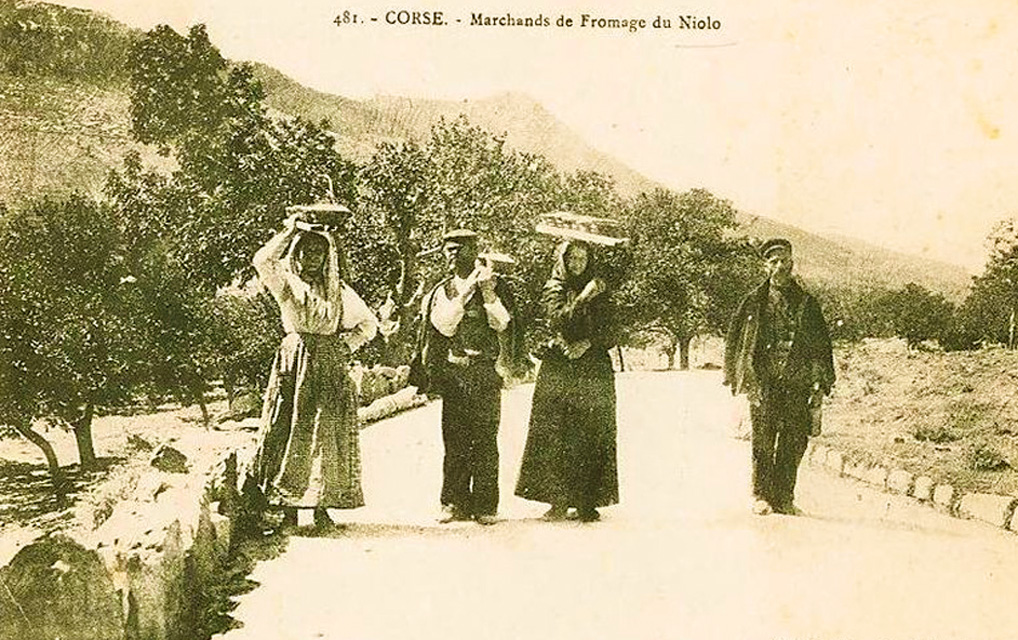
Venditrici di Niolo in una foto di inizio '900.